# Катастрофа Ли-2 под Дарвазой
Катастрофа Ли-2 под Дарвазой — авиационная катастрофа пассажирского самолёта Ли-2 компании Аэрофлот, произошедшая в субботу 2 января 1965 года в районе посёлка Дарваза (в настоящее время не существует), Туркменская ССР. В авиакатастрофе погибли 24 человека, что делает её крупнейшей в истории Туркмении.

## Самолёт
Ли-2 Ашхабадского объединённого авиаотряда (165-й лётный отряд) Туркменского управления гражданской авиации с бортовым номером СССР-63842 (заводской — 6401) был выпущен в 1949 году и имел общую наработку 8758 лётных часов.

## Экипаж
- Командир воздушного судна — Соболев Геннадий Иванович
- Второй пилот — Маргиев Виктор Исакович

## Катастрофа
В пятницу 1 января борт 63842 выполнял пассажирский рейс 111 из Ашхабада в Ташауз. Всего, согласно заданию на полёт, в топливные баки было залито 1236 килограмм бензина. Вылетев в 13:05 МСК, авиалайнер без замечаний долетел до Ташауза, где приземлился в 14:58. Далее предстояло выполнить обратный рейс — 112. В 15:58 с 2 членами экипажа и 22 пассажирами (21 взрослый и 1 ребёнок) на борту Ли-2 вылетел из Ташоаузского аэропорта и направился в Ашхабад. Однако, пока проходил полёт, погода в Ашхабаде стала значительно хуже, поэтому в 16:10 диспетчер дал указание следовать на запасной аэродром — Дарваза, где самолёт и приземлился в 16:35. Экипаж и пассажиры остались в Дарвазе на ночёвку.
Утром 2 января второй пилот Маргиев начал готовить самолёт к полёту в Ашхабад. Он проверил работу двигателей, после чего, вместе с авиатехником аэропорта, слил и проверил отстой топлива. В лётном задании отсутствовала информация о заправке, загрузке и полётном весе авиалайнера, но тем не менее начальник аэропорта разрешил вылет. Стояла хорошая ясная погода, когда в 07:57 МСК (09:57 местного времени) Ли-2 с 24 людьми на борту взлетел с аэропорта Дарваза в южном направлении (курс 165°). Но затем неожиданно остановились оба двигателя, в связи с чем экипаж был вынужден готовиться к вынужденной посадке. Но через минуту-две после взлёта снижающийся под небольшим углом и с левым креном 30° самолёт врезался в песчаный бархан в 4 километрах от аэропорта и в 600 метрах правее линии взлёта. От удара авиалайнер полностью разрушился и загорелся. Все 24 человека на борту погибли (в некоторых источниках — 28 погибших). В этой катастрофе погиб народный художник Туркменской ССР — Бяшим Нурали.

## Причины
Как показало изучение двигателей самолёта, они были технически исправны. Осмотр обломков показал, что четырёхходовой бензокран стоял в положении на правый передний бензобак, вместо того, чтобы быть переведённым в положение на левый передний бензобак. Как показал расчёт, топлива в правом переднем бензобаке уже было слишком мало даже для набора высоты, а экипаж это не проконтролировал. Таким образом, по заключению комиссии, виновником катастрофы был экипаж, который выполнял взлёт на переднем правом бензобаке, тем самым нарушив РЛЭ. Отчасти в катастрофе оказалось виновно и руководство 165-го лётного отряда (Ашхабадский объединённый авиаотряд), которое не смогло добиться от экипажей, чтобы те чётко выполняли изложенные в РЛЭ самолёта Ли-2 порядок и контроль за расходом топлива на различных этапах полётов.